# 스베틀라나 치르코바
스베틀라나 미하일로브나 치르코바로조바야(러시아어: Светла́на Миха́йловна Чирко́ва-Лозова́я, 에스토니아어: Svetlana Tširkova-Lozovaja, 1945년 11월 5일 ~ )는 소련의 은퇴한 펜싱 선수로 올림픽 플뢰레 단체전에서 2번 우승했다.

## 경력
그녀는 1968년과 1972년 하계 올림픽 플뢰레 단체전에서 2개의 금메달을 땄다.
그녀는 1969년 아바나 세계 선수권 대회 개인전에서 루마니아의 선수 일레아나 기울라이에게 져서 동메달을 획득했다.
그녀는 1972년 올림픽 펜싱 메달리스트 게오르기 자지츠키의 동료였다.
1950년 이후 에스토니아에서 살았고, 그녀는 1973년에 탈린 대학의 교육 학과를 졸업했다.
올림픽 우승자로서, 그녀는 에스토니아 올림픽 위원회 명예 회원이다.

## 참조
1. ↑  프로파일: "스베틀라나 치르코바" 보관됨 2012-10-18 - 웨이백 머신 sports-reference.com (2008년 1월 22일)